# كوتا سرينفاسا راو
كوتا سرينفاسا راو (10 يوليو 1942 - 13 يوليو 2025) ممثل هندي (حمل سابقاً جنسية الراج البريطاني) ولد في أندرا برديش في الهند. من الجوائز التي نالها جوائز ناندي ‏.

## أعمال

### أفلام
- (2012) جولاي

## جوائز
- جوائز ناندي [الإنجليزية]‏

## وصلات خارجية
- كوتا سرينفاسا راو على موقع IMDb (الإنجليزية)
- كوتا سرينفاسا راو على موقع قاعدة بيانات الفيلم (الإنجليزية)